# Harold Aspden
Harold Aspden (1927 — 2011) é um autor, físico teórico, engenheiro electrotécnico e inventor de Southampton, Hampshire, Inglaterra. Ele é um conhecido crítico da Teoria da Relatividade de Einstein e propôs todo um novo conceito de Física baseado numa subtil estrutura cristal fluídica dinâmica denominada Éter que, segundo a sua concepção, é a fonte de energia que permeia todo o espaço, regula a actividade quântica, moldando constantemente o nosso universo físico, e é tida simultaneamente como a substância responsável pela criação da matéria.
Aspden é autor de um conjunto de livros, salientando-se Physics without Einstein [Física sem Einstein; 1969, 2005], The Physics of Creation [A Física da Criação; 2003] e Creation: The Physical Truth [Criação: A Verdade Física; 2006]. Ele é também autor de um conjunto relevante de artigos publicados em notáveis revistas científicas com peer-review (Journal of Applied Physics [1952], Lettere al Nuovo Cimento [Europhysics Letters], Physics Today, etc.) e em revistas alternativas ao mainstream científico (Hadronic Journal, Physics Essays,  etc.).
A sua carreia académica foi conduzida nas seguintes instituições: Universidade de Manchester (Licenciatura [B.Sc]., 1945-1948), Trinity College, Universidade de Cambridge (Doutoramento [Ph.D.], 1950-1953) e Universidade de Southampton (1983-1992). Entre 1963 e 1982 ele foi o director das Operações de Patentes na Europa da IBM. Ele é membro do Instituto de Física britânico.

## Física
O trabalho de investigação de Harold Aspden iniciou-se com a sua tese de Doutoramento sobre uma suposta anómala perda de energia magnética que ocorre em todos os sistemas de energia eléctrica no mundo, o que o levou a contemplar a existência do éter através de pesquisa e análise nos anos que se sucederam.

Na física, o protão (Grego πρωτόνιο protão = primeiro) é uma partícula subatómica com cerca de 1836 vezes a massa de um electrão.

O seu trabalho foi mencionado na publicação científica da medição experimental de precisão directa do mass-ratio do protão-electrão, que foi reportado cerca de 10 anos após Aspden haver apresentado o valor (ligeiramente acima de 1836.152 ) derivado da sua pesquisa teórica do éter:
"The value that they [Aspden and Eagles] calculate is remarkably close to our experimentally measured value (i.e. within two standard deviations) This is even more curious when one notes that they published this result several years before direct precision measurements of this ratio had begun." R. S. Van Dyck, Jr., F. L. Moore, D. L. Farnham and P. B. Schwinberg in Int. J. Mass Spectrometry and Ion Processes, 66, p. 327, 1985.
Em 1972, Aspden havia já previsto e apresentado o valor da constante de estrutura fina com a precisão de part-per-million; anos antes de haver sido medida com esta extraordinária precisão. Este feito foi mencionado 13 anos mais tarde, em 1985, na obra de referência The Fundamental Constants and the Frontier of Measurement por B. W. Petley do National Physical Laboratory do Reino Unido:
"No doubt the theoretical attempts to calculate alpha will continue - possibly with a Nobel prize winning success. Aspden and Eagles obtained α-1 = 108π(8/1843)1/6."
Em 1988, através do desenvolvimento da mesma teoria do protão, empregando um conceito físico simples de que que as propriedades rotativas [spin] de uma partícula são aquelas exibidas pela sua carga e massa-energia conforme confinadas dentro de um raio definido por um definido limite de onda envolvente, ele derivou a avaliação teórica do momento magnético do protão como sendo 2.792847367 nos magnetões nucleares, que, como se pode verificar, compara-se bastante bem com o valor da medição efectuada pela CODATA de 2.792847386(63).
Ele é autor de vários artigos supostamente científicos que tentam desmascarar a relatividade Einsteiniana  e o universo em expansão de Hawking, suportando uma cosmologia baseada na subtil substância éter, ou seja, que existem dois mundos  que se interpenetram ou permeiam, ambos com três dimensões espaciais, o mundo material que nós podemos ver e o mundo etérico , unseen ghost-like underworld, que nós podemos sentir e deduzir através dos fenómenos que o modelo padrão da física tem sido incapaz de explicar, notavelmente a gravidade.
Ele descreve que o éter tem um tipo de estrutura de cristal fluídico (que é parcialmente arrastado [drag] pela Terra), cujas rápidas variações oscilatórias são responsáveis pelas suas propriedades quânticas electrodinâmicas e, derivando da sua necessidade de equilibrio dinâmico, a força da gravidade. Ele também desenvolveu vários sistemas de energia livre (over-unity) patenteados e avançou as fundações de uma teoria de unificação que clama explicar aos fenómenos celestiais-cosmológicos melhor do que as actuais teorias empregues, especialmente no que diz respeito à formação do sistema solar e ao seu momento angular. Subsequentemente, publicações e referências ao seu trabalho, com ou sem conteúdo matemático explícito, têm sido evitadas dentro do mainstream científico, rotulado como "ficção científica" por um jornal tido como de "elevados padrões", ou afastadas de antemão sem ser dada qualquer fundamentação científica.
Em 2005, Aspden criticou toda a comunidade científica de físicos e cosmologistas, nos seus artigos de pesquisa, por um lado, por construírem aceleradores megalómanos com custo de biliões de dólares para produzir impactos de protões a alta velocidade quando não têm nenhuma teoria dando percepção de como esses mesmos protões são criados; e, por outro lado, pelo vasto gasto a sondar a profundezas do espaço remoto baseados na sua noção não provada de que a gravidade se aplica sem moderação no interior de matéria muito densa destinada a existir nas chamadas estrelas de neutrões, quando não têm nenhuma teoria de como G, a constante da gravitação, é determinada aqui na Terra em termos de interacção eléctrica como entre partículas.
Aspden ainda descreve como o seu trabalho, com mais de 50 anos de pesquisa, derramando compreensão em assumpções fundamentais que prejudicaram o avanço da física durante o século XX (tais como a fundação errónea do teorema de Earnshaw  ou uma intrepetação alternativa ao Princípio de exclusão de Pauli ), tem sido ignorado pela comunidade científica. Simultaneamente, este físico e engenheiro eléctrotécnico convidou toda a mesma comunidade científica a refutar os resultados da sua teoria da unificação de uma nova física, baseada no mar de energia, a dinâmica substância Éter, que permeia todo o espaço:
"Who, I wonder, will challenge my comment that the sun is not powered by hot nuclear fusion?" [Quem, questiono-me, desafiará o meu comentário de que o sol não é alimentado por fusão nuclear?] 

### Física
- Creation: The Physical Truth [Criação: A Verdade Física], Book Guild Ltd (26 de Outurbro de 2006), 216 paginas, ISBN 1-84624-050-6 (breve introdução)
- Physics without Einstein  - A Centenary Review [Física sem Einstein - Uma Revisão Centenária] (edição revista do seu livro de 1969 "Physics without Einstein"), 2005. (pdf disponível)
- The Physics of Creation [A Física da Criação] (contendo mais de 40 anos de pesquisa teórica), 2003. (html e pdf disponíveis)

### Pesquisa
- Aether Science Papers [Artigos da Ciência do Éter], ISBN 0-85056-015-2, 1996 (html e pdf disponíveis)
- Physics Unified [Física Unificada], ISBN 0-85056-010-1, 1980 (html e pdf disponíveis)
- Gravitation, ISBN 0-85056-007-1, 1975
- Modern Aether Science [Ciência Moderna do Éter], ISBN 0-85056-003-9, 1972 (html e pdf disponíveis)
- The Theory of Gravitation [A Teoria da Gravitação], ASIN B0000CKKE7, 1960 & 1966
- 'Energy Science Reports' [Relatórios da Ciência da Energia] publicados pelo Dr. Aspden entre 1994 e 1997 (html disponível)
- Artigos científicos, livros e patentes do Dr. Aspden entre 1951 e 2002 (html disponível)
- Ensaios de educação científica (html disponível)

## Artigos científicos seleccionados
- 'The Proton Enigma', American Journal of Physics, v. 53, 938 (1985).
- 'More on Thomson Particles', American Journal of Physics, v. 53, p. 616 (1985).
- 'Don't Forget Thomson', Physics Today, p. 15 (November, 1984).
- 'The Exploding Wire Phenomenon as an Inductive effect', Physics Letters, v. 120A, pp. 80–82 (1987).
- 'Electron Self-Field Interaction and Internal Resonance', Physics Letters A, v. 119, pp. 109–111 (1986).
- 'A Causal Theory for Neutron Diffraction', Physics Letters A, v. 119, pp. 105–108 (1986).
- 'The Exploding Wire Phenomenon', Physics Letters, 107A, pp. 238–240 (1985).
- 'Theoretical Evaluation of the Fine Structure Constant', Physics Letters, v. 110A, pp. 113–115 (1985).
- 'A New Perspective on the Law of Electrodynamics', Physics Letters, v. 111A, pp. 22–24 (1985).
- 'Proposed Method of Measuring First Order Speed of Light Anisotropy', Physics Letters, v. 92A, pp. 165–166 (1982).
- 'Laser Interferometry Experiments on Light Speed Anisotropy', Physics Letters, v. 85A, pp. 411–414 (1981).
- 'Aether Theory and the Fine Structure Constant', Physics Letters, v. 41A, pp. 423–424 (1972).
- 'Unification of Gravitational and Electrodynamic Potential based on Classical Action-at-a-Distance Theory', Lettere al Nuovo Cimento, v. 44, pp. 689–693 (1985).
- 'The Paradox of Constant Planetary Mass as Evidence of a Leptonic Lattice-Structured Vacuum State', Lettere al Nuovo Cimento, v. 44, pp. 705–709 (1985).
- 'Electromagnetic Reaction Paradox', Lettere al Nuovo Cimento, v. 39, pp. 247–251 (1984).
- 'The Muon g-Factor by Cavity Resonance Theory', Lettere al Nuovo Cimento, v. 39, pp. 271–275 (1984).
- 'Boson Creation in a Sub-Quantum Lattice', Lettere al Nuovo Cimento, v. 40, pp. 53–57 (1984).
- 'The Steady-State Free-Electron Population of Free Space', Lettere al Nuovo Cimento, v. 41, pp. 252–256 (1984).
- 'The Lamb Shift for a Cavity-Resonant Electron', Lettere al Nuovo Cimento, v. 36, pp. 364–368 (1983).
- 'The Determination of Absolute Gravitational Potential', Lettere al Nuovo Cimento, v. 37, pp. 169–172 (1983).
- 'The Nature of the Muon', Lettere al Nuovo Cimento, v. 37, pp. 210–214 (1983).
- 'Theoretical Resonances for Particle-Antiparticle Collisions based on the Thomson Electron Model', Lettere al Nuovo Cimento, v. 37, pp. 307–311 (1983).
- 'Meson Lifetime Dilation as a Test for Special Relativity', Lettere al Nuovo Cimento, v. 38, pp. 206–210 (1983).
- 'The Mass of the Muon', Lettere al Nuovo Cimento, v. 38, pp. 342–344 (1983).
- 'The Assessment of a Theory for the Proton-Electron Mass Ratio', Lettere al Nuovo Cimento, v. 38, pp. 423–426 (1983).
- 'The Scope for First Order Tests of Light Speed Anisotropy', Lettere al Nuovo Cimento, v. 38, pp. 568–572 (1983).
- 'Planar Boundaries of the Space-Time Lattice', Lettere al Nuovo Cimento, v. 38, pp. 243–246 (1983).
- 'Electron Form and Anomalous Energy Radiation', Lettere al Nuovo Cimento, v. 33, pp. 213–216 (1982).
- 'The Correlation of the Anomalous g-Factors of the Electron and Muon', Lettere al Nuovo Cimento, v. 33, pp. 481–484 (1982).
- 'A Theory of Pion Lifetime', Lettere al Nuovo Cimento, v. 33, pp. 237–239 (1982).
- 'A Theory of Neutron Lifetime', Lettere al Nuovo Cimento, v. 31, pp. 383–384 (1981).
- 'The Anomalous Magnetic Moment of the Electron', Lettere al Nuovo Cimento, v. 32, pp. 114–116 (1981).
- 'The Spatial Energy Distribution for Coulomb Interaction', Lettere al Nuovo Cimento, v. 25, pp. 456–458 (1979).
- 'Energy Correlation of Radioactive Decays of ψ(3684)', Lettere al Nuovo Cimento, v. 26, pp. 257–260 (1979).
- 'Quantum Gravitation and the Perihelion Anomaly', Lettere al Nuovo Cimento, v. 18, pp. 181–182 (1977).
- 'Calculation of the Proton Mass in a Lattice Model for the Aether', Il Nuovo Cimento, v. 30A, pp. 235–238 (1975).

## Patentes
Nota: Descrição das patentes, em língua inglesa, disponíveis no European Patent Office e no US Patent and Trademark Office (USPTO); esta pesquisa foi efectuada usando o Google Patents:
- U.K. Patent No. 2,390,941, 'Electricity generating apparatus', January 21, 2004
- U.S. Patent No. 5,734,122, 'Thermoelectric energy conversion apparatus', March 31, 1998
- U.K. Patent Application No. 2,305,302, 'Electric motor pole configurations', April 2, 1997
- U.K. Patent Application No. 2,303,255, 'Magnetic reluctance motor', February 12, 1997
- U.K. Patent Application No. 2,292,830, 'Thermoelectric power generation', March 6, 1996
- U.K. Patent No. 2,287,134, 'Magnetic reluctance motors', September 6, 1995
- U.K. Patent No. 2,283,361, 'Refrigeration and electric power generation', May 3, 1995
- U.K. Patent No. 2,282.708, 'Electrical motor-generator', April 12, 1995
- U.K. Patent No. 2,289,994, 'Magnetic reluctance motor', December 6, 1995
- U.S. Patent No. 5,376,184, 'Thermoelectric heat transfer apparatus', December 27, 1994
- U.S. Patent No. 5,288,336, 'Thermoelectric energy conversion', February 22, 1994 [20]
- WO Patent No. 9,428,197 'HYDROGEN ACTIVATED HEAT GENERATION APPARATUS', December 8, 1994
- U.K. Patent No. 2,278,491, 'Hydrogen activated heat generation apparatus', November 30, 1994
- U.K. Patent No. 2,267,995, 'Thermoelectric heat transfer apparatus', December 22, 1993
- U.S. Patent No. 5,151,577, 'ELECTRIC SURFACE HEATING AND APPARATUS THEREFOR', September 29, 1992
- U.K. Patent No. 2,251,775, 'Heat generation by ion-accelerated energy transfer', July 15, 1992
- U.S. Patent No. 5,101,632, 'Thermal radiation energy conversion', April 7, 1992
- U.S. Patent No. 5,065,085, 'Thermoelectric Energy Conversion', November 12, 1991 [21]
- U.K. Patent No. 2,239,490, 'Thermal power device', July 3, 1991
- U.K. Patent No. 2,234,863, 'Switched reluctance motor with full A.C. commutation', February 13, 1991
- U.S. Patent No. 4,975,608, 'Switched reluctance motor with full A.C. commutation', December 4, 1990
- U.K. Patent No. 2,227,881, 'Thermoelectric energy conversion', August 8, 1990
- U.K. Patent No. 2,225,161, 'Thermoelectric energy conversion', May 23, 1990
- U.K. Patent Application No. 2,002,953 entitled 'Ion accelerators and energy transfer processes', Published February 28, 1979
- U.K. Patent No. 890,308: 'Electrical Phase Angle Comparators', published on February 28, 1962
- U.K. Patent No. 890,791: 'Natigational Aids', published on March 7, 1962
- U.S. Patent No. 3,009,107 'Electrical Phase Angle Comparators', November 14, 1961
- U.K. Patent No. 817,674: 'Accelerometers', published on August 6, 1959
- U.K. Patent No. 892,333: 'High Temperature Electric Discharge Apparatus'. Application filed on February 21, 1958. Published on March 28, 1962
- U.K. Patent No. 797,397: 'Low Phase-Shift Frequency-Sensitive Filters', published on July 2, 1958
- U.K. Patent No. 676,088: 'A Ferromagnetic Hysteresis Potentiometer', July 1952